# Argul (España)
Argul es una entidad de población española de la parroquia de Pesoz, perteneciente al municipio del mismo nombre, en la comunidad autónoma de Asturias.

## Historia
Hacia mediados del siglo XIX, el lugar, ya por entonces perteneciente a Pesoz, tenía contabilizada una población de 160 habitantes. Aparece descrito en el segundo volumen del Diccionario geográfico-estadístico-histórico de España y sus posesiones de Ultramar de Pascual Madoz con las siguientes palabras:

ARGUL: l. en la prov. y dióc. de Oviedo (23 leg.), part. jud. de Grandas de Salime (7), ayunt. y felig. de Pesoz, Santiago (V.) 3/4: sit. en una pendiente á la izq. del r. Agüera: el térm. se estiende como 1/2 leg. de radio y confina por N. con el de Lijou, por E. con el del l. de Pelarde, por S. con el de Pesoz, y por O. con el de Segueiros: le baña el citado Agüera, pero sus abundantes aguas no se utilizan por lo escabroso que es el terreno de sus márg.; le cruzan 2 puentes llamados de Villarin y Pelorde, ambos de madera, estrechos y elevados, sit. á la parte de abajo del l. y sobre peñas encrespadas á las orillas del r. El terreno roturado es fértil, 60 fan. de tierra están destinadas á cereales y otras tantas al viñedo. Los caminos son locales y medianamente reparados: el correo se recibe de la cap. del ayunt.: prod.: centeno, maiz y vino, si bien se cosecha trigo, mucha patata y alguna castaña: ind.: la agricola: pobl.: 30 vec., 160 almas.
(Madoz, 1845, p. 556)

En 2023, la entidad singular de población, encuadrada dentro de la entidad colectiva de Pesoz, tenía empadronados nueve habitantes.